# سارة دوغلاس
سارة دوغلاس (بالإنجليزية: Sarah Douglas)‏ (و. 1952 – م) هي ممثلة، من المملكة المتحدة، ولدت في ستراتفورد.

## وصلات خارجية
- سارة دوغلاس على موقع IMDb (الإنجليزية)
- سارة دوغلاس على موقع ألو سيني (الفرنسية)
- سارة دوغلاس على موقع ميوزك برينز (الإنجليزية)
- سارة دوغلاس على موقع تيرنر كلاسيك موفيز (الإنجليزية)
- سارة دوغلاس على موقع أول موفي (الإنجليزية)
- سارة دوغلاس على موقع قاعدة بيانات الأفلام السويدية (السويدية)
- سارة دوغلاس على موقع إن إن دي بي (الإنجليزية)
- سارة دوغلاس على موقع قاعدة بيانات الفيلم (الإنجليزية)
- سارة دوغلاس على موقع كينوبويسك (الروسية)